# ヴィルヘルム家
ヴィルヘルム家（ドイツ語：Wilhelminers）は、9世紀のバイエルンの貴族の家系である。一族が表舞台に現れたのは、9世紀半ば、始祖ヴィルヘルム1世の息子ヴィルヘルム2世とエンゲルシャルク1世の兄弟の時代である。一族は871年までパンノニア辺境伯領を領有したが、その領有をめぐってアリボ家とヴィルヘルム戦争（en）が勃発した。この戦争において、一族は後の東フランク王アルヌルフおよび大モラヴィア公スヴァトプルク1世の支持を得た。
一族は、アルヌルフが887年に東フランク王となった後に、失われていた身分を回復した。しかし、893年に他のバイエルン貴族の恨みを買い、エンゲルシャルク2世が王の許可なく貴族らにより失明させられた。翌年、一族はモラヴィアに亡命、あるいは宮廷から追放され、表舞台から消えた。

## 系図
|  |  |                                    |                                    |                                    |                                    | ヴィルヘルム1世 トラウンガウ伯     |                                    |  |  |                                        |                                        |                                        |                                        |                                        |                                        |  |  |                                               |                                               |                                               |                                               |                                               |                                               |  |  |  |  |  |  |  |  |  |  |
|  |  |                                    |                                    |                                    |                                    |                                    |                                    |  |  |                                        |                                        |                                        |                                        |                                        |                                        |  |  |                                               |                                               |                                               |                                               |                                               |                                               |  |  |  |  |  |  |  |  |  |  |
|  |  |                                    |                                    |                                    |                                    |                                    |                                    |  |  |                                        |                                        |                                        |                                        |                                        |                                        |  |  |                                               |                                               |                                               |                                               |                                               |                                               |  |  |  |  |  |  |  |  |  |  |
|  |  | ヴィルヘルム2世 オストマルク辺境伯 | ヴィルヘルム2世 オストマルク辺境伯 | ヴィルヘルム2世 オストマルク辺境伯 | ヴィルヘルム2世 オストマルク辺境伯 | ヴィルヘルム2世 オストマルク辺境伯 | ヴィルヘルム2世 オストマルク辺境伯 |  |  | エンゲルシャルク1世 オストマルク辺境伯 | エンゲルシャルク1世 オストマルク辺境伯 | エンゲルシャルク1世 オストマルク辺境伯 | エンゲルシャルク1世 オストマルク辺境伯 | エンゲルシャルク1世 オストマルク辺境伯 | エンゲルシャルク1世 オストマルク辺境伯 |  |  |                                               |                                               |                                               |                                               |                                               |                                               |  |  |  |  |  |  |  |  |  |  |
|  |  | ヴィルヘルム2世 オストマルク辺境伯 | ヴィルヘルム2世 オストマルク辺境伯 | ヴィルヘルム2世 オストマルク辺境伯 | ヴィルヘルム2世 オストマルク辺境伯 | ヴィルヘルム2世 オストマルク辺境伯 | ヴィルヘルム2世 オストマルク辺境伯 |  |  | エンゲルシャルク1世 オストマルク辺境伯 | エンゲルシャルク1世 オストマルク辺境伯 | エンゲルシャルク1世 オストマルク辺境伯 | エンゲルシャルク1世 オストマルク辺境伯 | エンゲルシャルク1世 オストマルク辺境伯 | エンゲルシャルク1世 オストマルク辺境伯 |  |  |                                               |                                               |                                               |                                               |                                               |                                               |  |  |  |  |  |  |  |  |  |  |
|  |  |                                    |                                    |                                    |                                    |                                    |                                    |  |  | エンゲルシャルク2世 オストマルク辺境伯 | エンゲルシャルク2世 オストマルク辺境伯 | エンゲルシャルク2世 オストマルク辺境伯 | エンゲルシャルク2世 オストマルク辺境伯 | エンゲルシャルク2世 オストマルク辺境伯 | エンゲルシャルク2世 オストマルク辺境伯 |  |  | エルリンラート （東フランク王アルヌルフの娘） | エルリンラート （東フランク王アルヌルフの娘） | エルリンラート （東フランク王アルヌルフの娘） | エルリンラート （東フランク王アルヌルフの娘） | エルリンラート （東フランク王アルヌルフの娘） | エルリンラート （東フランク王アルヌルフの娘） |  |  |  |  |  |  |  |  |  |  |
|  |  |                                    |                                    |                                    |                                    |                                    |                                    |  |  | エンゲルシャルク2世 オストマルク辺境伯 | エンゲルシャルク2世 オストマルク辺境伯 | エンゲルシャルク2世 オストマルク辺境伯 | エンゲルシャルク2世 オストマルク辺境伯 | エンゲルシャルク2世 オストマルク辺境伯 | エンゲルシャルク2世 オストマルク辺境伯 |  |  | エルリンラート （東フランク王アルヌルフの娘） | エルリンラート （東フランク王アルヌルフの娘） | エルリンラート （東フランク王アルヌルフの娘） | エルリンラート （東フランク王アルヌルフの娘） | エルリンラート （東フランク王アルヌルフの娘） | エルリンラート （東フランク王アルヌルフの娘） |  |  |  |  |  |  |  |  |  |  |